# Albalat de la Ribera
Pour les articles homonymes, voir Albalat.
Albalat de la Ribera (en valencien et en castillan) est une commune d'Espagne de la province de Valence dans la Communauté valencienne. Elle est située dans la comarque de la Ribera Baixa et dans la zone à prédominance linguistique valencienne.

## Géographie

Localisation d'Albalat de la Ribera
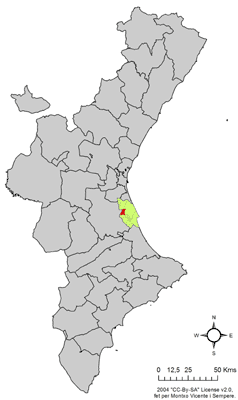
dans la Communauté valencienne.
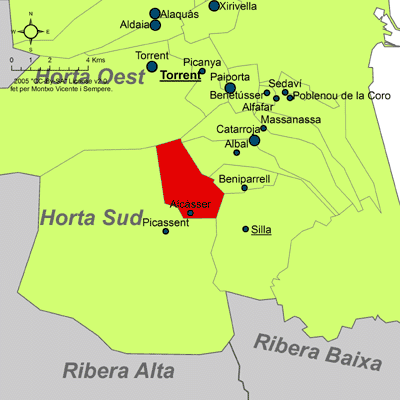
dans la comarque de la Ribera Baixa.

### Localités limitrophes
Le territoire communal d'Albalat de la Ribera est voisin de celui des communes suivantes :
Algemesí, Polinyà de Xúquer, Sollana et Sueca, toutes situées dans la province de Valence.

## Démographie
| Población | 2.061 | 2.272 | 2.625 | 2.850 | 2.928 | 2.990 | 3.180 | 3.342 | 3.354 | 3.551 | 3.570 | 3.421 | 3.474 | 3.382 |

## Administration
Liste des maires, depuis les premières élections démocratiques.
| Législature | Nom du Maire                    | Parti politique |  |
| ----------- | ------------------------------- | --------------- |  |
| 1979-1983   | Miquel Perales i Mengual        | EUPV            |  |
| 1983-1987   | Miquel Perales i Mengual        | EUPV            |  |
| 1987-1991   | Miquel Perales i Mengual        | EUPV            |  |
| 1991-1995   | Joan Baptista Ferrando i Miedes | PSPV-PSOE       |  |
| 1995-1999   | Joan Baptista Ferrando i Miedes | PSPV-PSOE       |  |
| 1999-2003   | Joan Baptista Ferrando i Miedes | PSPV-PSOE       |  |
| 2003-2007   | Joan Baptista Ferrando Miedes   | PSPV-PSOE       |  |
| 2007-2011   | Joan Baptista Ferrando i Miedes | PSPV-PSOE       |  |

## Économie

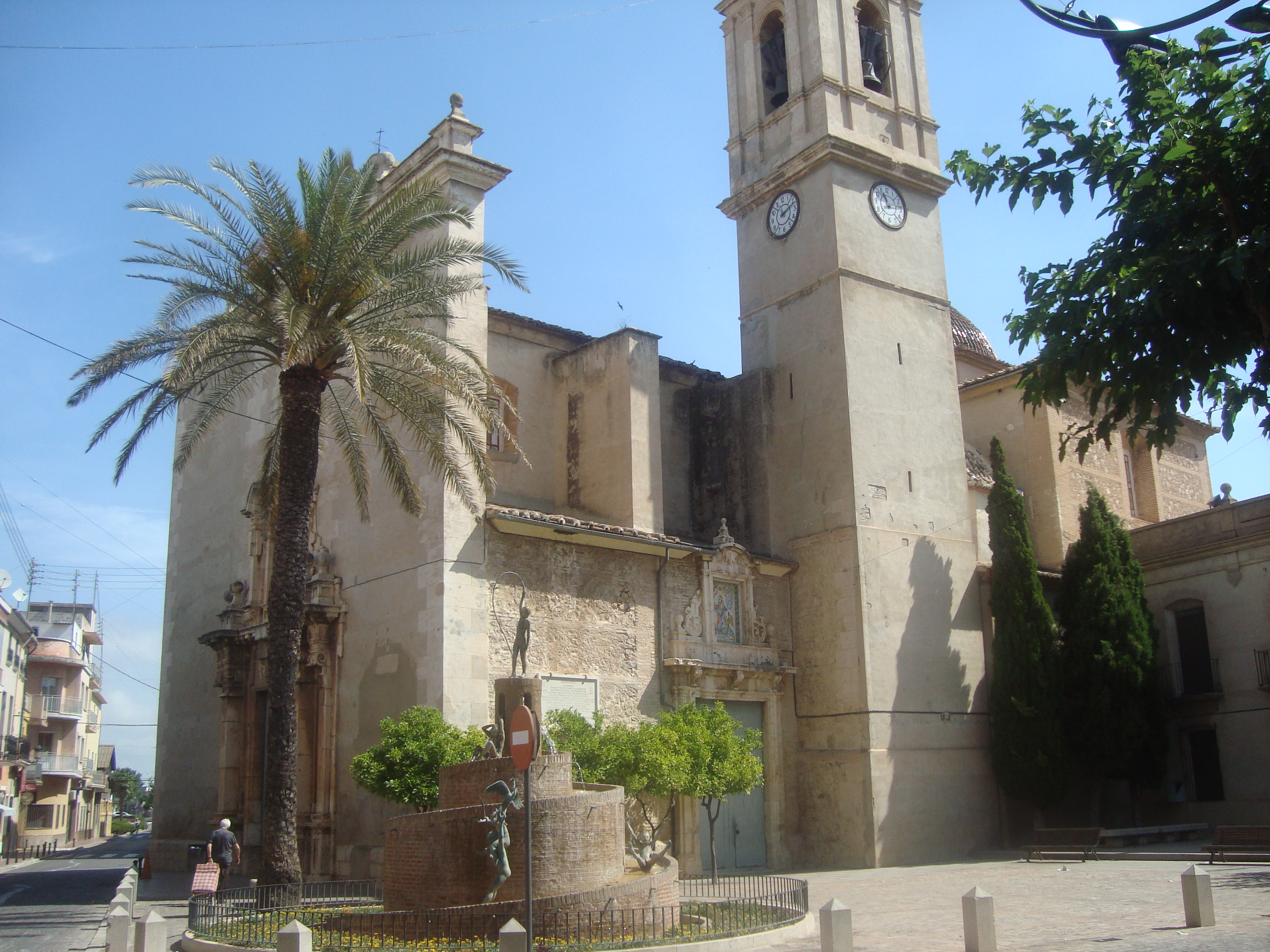
Église paroissiale de San Pedro (Albalat de la Ribera)

## Patrimoine
Église paroissiale de San Pedro (Albalat de la Ribera).

## Jumelage

Blason de Mozac

La commune d'Albalat de la Ribera est jumelée avec la ville française de Mozac (à 15 km au nord de Clermont-Ferrand) depuis le 22 septembre 2000. Le serment de Jumelage a été signé à Mozac le 14 juillet 2001 entre Michel Lepetit maire de Mozac et Juan-Baptiste Ferrando-Miedes maire d'Albalat de la Ribera.

### Sources
- (es) Cet article est partiellement ou en totalité issu de l’article de Wikipédia en espagnol intitulé « Albalat de la Ribera » (voir la liste des auteurs).